# Atopochilus pachychilus
Atopochilus pachychilus är en fiskart som beskrevs av Pellegrin 1924. Atopochilus pachychilus ingår i släktet Atopochilus och familjen Mochokidae. IUCN kategoriserar arten globalt som otillräckligt studerad. Inga underarter finns listade.